# Chrysothyridia invertalis
Chrysothyridia invertalis is een vlinder uit de familie van de grasmotten (Crambidae), uit de onderfamilie van de Spilomelinae. De wetenschappelijke naam van deze soort is voor het eerst voorgesteld als Gonocausta invertalis door Pieter Snellen in een publicatie uit 1877.
De spanwijdte is ongeveer 2,5 centimeter.
De soort komt voor in Indonesië (Sumatra), Papoea-Nieuw-Guinea en Australië (Queensland).